# Monique Braun
Monique Braun (* 12. Februar 1989 in Hoyerswerda) ist eine ehemalige deutsche Fußballspielerin. Die Abwehrspielerin spielte zuletzt in der Landesliga Brandenburg für die Potsdamer Kickers.

## Karriere
Aus der Nachwuchsmannschaft des 1. FFC Turbine Potsdam hervorgegangen, rückte Braun zur Saison 2007/08 in die Zweite Mannschaft auf, die in der 2. Bundesliga Nord vertreten war.
In der Folgesaison kam sie für die Erste Mannschaft in acht Punktspielen der Bundesliga zum Einsatz und trug somit zur Deutschen Meisterschaft bei. Ihr Bundesligadebüt gab sie am 7. September 2008 (1. Spieltag) bei der 0:3-Niederlage im Heimspiel gegen den FC Bayern München.
Zur Saison 2009/10 wechselte sie zum Liganeuling und -konkurrenten Tennis Borussia Berlin. Nach dem erfolgten Abstieg ihrer Mannschaft kehrte sie nach Potsdam zurück und kam für den 1. FFC Turbine Potsdam II von 2010 bis 2012 in der 2. Bundesliga Nord in 31 Punktspielen zum Einsatz, in denen sie drei Tore erzielte.
Von 2012 bis 2014 spielte sie für die Potsdamer Kickers in der Landesliga Brandenburg. Während ihrer Vereinszugehörigkeit gewann sie mit ihrer Mannschaft die Brandenburgische Meisterschaft; 2014 beendete sie ihre Spielerkarriere.

## Erfolge
- Deutscher Meister 2009
- Brandenburgischer Meister 2014